# Fox (Verenigde Staten)
Fox is een Amerikaans historisch merk van hulpmotoren. 
Halverwege de jaren tachtig leverde het merk 49cc-hulpmotoren voor fietsen, maar het bedrijf is nog bekender van de motortjes voor modelbouwvliegtuigjes. Fox maakte ook een 22cc-hulpmotortje voor de Plico-vouwscooter van Malaguti.
Er was nog een merk met deze naam: zie Fox (Frankrijk).